# Friol
Friol – miasto w Hiszpanii w środkowej części regionu Galicja w prowincji Lugo. W 2009 miasto liczyło 4 348 mieszkańców. We Friol ma siedzibę drugoligowy żeński klub piłkarski.